# 大内厚雄
大内 厚雄（おおうち あつお、1972年3月16日 - ）は、日本の舞台俳優。演劇集団キャラメルボックスおよびスーパーエキセントリックシアター映画放送部員。大阪府和泉市出身。体重60kg。血液型はO型。
神戸大学工学部卒業後、1995年演劇集団キャラメルボックスに入団。
2010年に元ネビュラプロジェクト社員の一般人と結婚し、2013年9月7日に子供が誕生した事を公表した。

## 出演

### 映画
- 緑の街（1998年、小田和正監督・脚本・音楽）
- アザーライフ（2006年、赤地義洋監督・脚本） - 内藤雄二 役
- シン・ゴジラ（2016年、庵野秀明総監督・脚本） - 野城 役[3]
- 浅草キッド（2021年、劇団ひとり監督・脚本） - 黒田 役[4]

### テレビドラマ
- 誰かが扉を叩いてる（1997年、日本テレビ）
- お水の花道（1999年、フジテレビ） - サラリーマン 役
- 安楽椅子探偵登場（1999年、ABC） - 刑事 役
- いつもふたりで（2003年、フジテレビ）
- 陰の季節7 精算（2004年、TBS）
- 大河ドラマ「功名が辻」（2006年、NHK） - 堀尾忠氏 役
- Dr.コトー診療所2006（2006年、フジテレビ） - 開瑛中学の教師 役
- Xmasの奇蹟（2009年、東海テレビ） - 越川博人 役
- 鍵のかかった部屋（2012年、フジテレビ） - 記者 役
- 20年後の君へ（2012年、TBS)
- ヒトリシズカ第3話（2012年、WOWOW） - 刑事課・小坂 役
- 相棒シリーズ（テレビ朝日）
  - season11 第9話『森の中』（2012年） - 荒木医師 役
  - season12 第17話『ヒーロー』（2014年） - 轟秀和 役
  - season18 第18話『薔薇と髭との間に』（2020年） - 押田洋彰 役
  - season22 第4話（2023年） - 工藤祐一 役
- Dear ママ（2012年、フジテレビ） - 芹沢浩二 役
- 真夜中のパン屋さん 第1〜3話（2013年、NHK） - 長谷川公男 役
- ダブルス〜二人の刑事File:004（2013年、テレビ朝日） - 警官 役
- 第二楽章（2013年、NHK）
- 孤独のグルメ Season3 第4話 （2013年7月31日、テレビ東京） - 魚谷・大将 役
- 菜の花ラインに乗りかえて（2013年、NHK） - 本多陽一 役
- 花咲舞が黙ってない 第7話（2014年、日本テレビ） - 難波剛士 役
- 続・最後から二番目の恋 第10話（2014年、フジテレビ） - 医師 役
- スペシャリスト 第9話（2016年、テレビ朝日） - 医師 役
- ミステリー作家・朝比奈耕作シリーズ「花咲村の惨劇」（2016年6月6日、TBS） - 三枝亮介 役
- モンタージュ 三億円事件奇譚（2016年6月25日、フジテレビ）
- ごめん、愛してる（2017年、TBS） - 杉山医師 役
- 越路吹雪物語（2018年、テレビ朝日） - 前田孝臣 役
- 連続テレビ小説（NHK）
  - 半分、青い。 第149回（2018年） - 帝都電機の社員 役
  - エール 第86話（2020年） - 水野伸平 役
  - 虎に翼 第81回・第85回（2024年） - 倉持 役
- チャンネルはそのまま!（2019年、北海道テレビ） - 長谷川平蔵 役
- 白衣の戦士! 第5話（2019年、日本テレビ） - 稲川智成 役
- 家政夫のミタゾノ 第6話（2019年、テレビ朝日） - 大野部長 役
- 日曜プライム「警視庁・捜査一課長」（2019年、テレビ朝日） - 坂東洋平 役
- ワカコ酒 シーズン4 第7話（2019年、BSテレビ東京）  - 居酒屋の店主 役
- 特捜9 Season3 第7話（2020年、テレビ朝日） - 大森総一郎 役
- タリオ 復讐代行の2人 第3話（2020年10月23日、NHK総合・BS4K） - 臼田将司 役
- 監察医 朝顔 第2シリーズ（2020年、フジテレビ） - 伊達刑事 役
- 二月の勝者-絶対合格の教室- 第7話（2021年11月27日、日本テレビ） - 大友秀樹 役
- 恋です!〜ヤンキー君と白杖ガール〜  第9話（2021年12月8日、日本テレビ）
- アンメット ある脳外科医の日記 第4話・第7話・第8話（2024年5月6日・27日・6月3日、関西テレビ・フジテレビ） - 西島雄一 役[5]

### 人形劇
- 西遊記外伝 モンキーパーマ（2013年、tvk・テレ玉・チバテレ・群テレ・とちテレ・MTV・KBS京都・サンテレビ・OHK・ひかりTV） - 腑得酊朱 役

### ラジオドラマ
- 青春アドベンチャー『エドモンたちの島』（2002年、NHK-FM） - 椎名淳之介 役
- フリオのために（2005年、NHK-FM） - フリオ 役
- マイ・ストーリー（2006年、MBS）
- 青春アドベンチャー『月蝕島の魔物』（2012年、NHK-FM） - ニーダム 役
- 青春アドベンチャー『髑髏城の花嫁』（2013年、NHK-FM） - ニーダム 役
- River Side Cafe#7（2013年、TFM系） - 面接官（宮島）役
- River Side Cafe#12「29歳 アパレル会社勤務」（2013年、TFM系） - 源五郎丸 役
- 青春アドベンチャー『獅子の城塞「我が城を築け！」信長の命で渡欧した石積み職人の遍歴』（2014年、NHK-FM）

### CM
- サッポロ黒ラベル（1998年）
- サークルK（1999年）
- トミー ポケットココロジー（1999年）
- エイブル（2006年）
- 午後の紅茶 おいしい無糖「おにぎり公式飲料!?」キャンペーン『危うし!?おにぎり公式飲料』編（2013年）

### PV
- 『この先もずっと~brother & sister~』MEGARYU - 同劇団員である岡内美喜子・畑中智行と共に出演

### ドラマCD
- 風光る(永倉新八)

## 舞台
太字は主演作品

### 演劇集団キャラメルボックス
- 『レインディア・エクスプレス』(1995年、小田切先生)
- 『風を継ぐ者』(1996年、土方歳三・三鷹銀太夫/2001年、土方歳三/2009年、小金井兵庫)
- 『さよならノーチラス号』(1998年、博)
- 『広くてすてきな宇宙じゃないか』(1999年・2012年、ヒジカタ)- 2012年は三浦剛・左東広之とトリプルキャスト。振付も兼任。
- 『TRUTH』(1999年・2005年、英之助/2014年、鏡吾)
- 『キャンドルは燃えているか』(1999年、竜野)
- 『MIRAGE』(2000年、尾花沢)
- 『また逢おうと竜馬は言った』(2000年、本郷/2010年、坂本竜馬/2016年、坂本竜馬・伸介) - 2010年・2016年岡田達也とダブルキャスト
- 『ミスター・ムーンライト<月光旅人>』(2001年、結城)
- 『アンフォゲッタブル』(2002年、恭一)
- 『裏切り御免!』(2002年、奥村大治郎)
- 『太陽まであと一歩』(2003年、一平)
- 『ヒトミ』(2004年、小沢)
- 『ブラック・フラッグ・ブルース』（2004年、ダイゴ/良介） - 岡田達也とダブルキャスト
- 『僕のポケットは星でいっぱい』(2005年、カシオ)
- 『スケッチブック・ボイジャー』(2005年、諸星) - 西川浩幸とダブルキャスト
- 『あしたあなたあいたい』(2006年、布川輝良)
- 『少年ラヂオ』(2006年、明智)
- 『まつさをな』(2007年、宇佐見静馬)
- 『カレッジ・オブ・ザ・ウインド』(2007年、鉄平)
- 『ハックルベリーにさよならを』(2008年、ボク)
- 『光の帝国』(2009年、猪狩悠介)
- 『バイ・バイ・ブラックバード』(2010年、沢野泰輔) - 脚本助手も兼任
- 『サンタクロースが歌ってくれた<10days Limited Version>』(2010年、芥川)
- 『夏への扉』(2011年・2018年、マイルズ・ジェントリィ)
- 『銀河旋律』(2011年、柿本) - 畑中智行・阿部丈二とトリプルキャスト
- 『賢治島探検記』(2011年) - 成井豊・真柴あずきと共に演出も兼任
- 『降り注ぐ百万粒の雨さえも』(2011年、昭島捷平)
- 『アルジャーノンに花束を』(2011年、ハノルド・ニーマー)
- 『キャロリング』(2012年、田所祐二)
- 『盲目剣谺返し』(2013年、三村新之丞)
- 『雨と夢のあとに』(2013年、桜井朝晴)
- 『鍵泥棒のメソッド』(2014年、工藤純一/医師/風呂客)
- 『時をかける少女』(2015年、世羅研二)
- 『水平線の歩き方』(2015年、豊川)
- 『君をおくる』(2015年、男)
- 『スロウハイツの神様』(2017年、千代田公輝）
- 『ナナメウシロのカムパネルラ』（2025年）[6]

### 客演
- 『Sheep fucker's exit~殺しのコンチェルト~』(2003年、流山児★事務所) - ミキオ役
- 『路地裏の優しい猫』(2008年・2009年、ストレイドック・プロデュース) - エイジ役
- 『Oh! クラウディア』(2008年、レモンライブ) - 秘書・ラウル役
- 『ペガモ星人の襲来』(2008年、G-up presents) - 岡田良役
- 『魚人』(2009年、国際演劇協会) - リーディング
- 『田園に死す』(2009年・2012年・2014年、流山児★事務所) - 私役
- 『棄憶〜kioku〜』(2010年、G-up presents) - 辰沢士郎役
- 『パパ、アイ ラブ ユー！』(2012年、タクトプレイ・プロジェクト) - デーヴィット・モーティマー役
- 『どんぶりの底』(2014年上演予定、流山児★事務所)
- 『SHIP IN A BOTTLE』(2014年、OOPARTS)
- 『日常是異常』(2015年) - ゲスト
- 『追憶のアリラン』(2015年、劇団チョコレートケーキ)
- 『やってみるのだ！』(2015年、ちび太ン家presents)
- 『またまたやってみるのだ！』(2016年、ちび太ン家presents)
- 『世界を繋ぐ方法』(2016年、yataPro)
- 『ケンジ先生』(2017年)
- 『もっともやってみるのだ！』(2017年、ちび太ン家presents) - 日替わり出演
- 『眠れない羊』(2018年、劇団番町ボーイズ☆)
- 『いつか抗い そして途惑う』(2018年、劇団イナダ組) - 東京公演のみ出演

### 演出
- 『橋を渡ったら泣け』(2007年、演劇集団キャラメルボックス)

## Story Dance Performance Blue
大内厚雄の個人ユニットで、自身が脚本・演出・振付・企画・製作を行う。出演メンバーは演劇集団キャラメルボックス劇団員。使用音楽は演劇集団キャラメルボックスで使用した音楽が殆どである。

### 公演
- Blue1『Blue』(2007年、スタジオニンバス)

出演 - 大内厚雄・岡内美喜子・小林千恵
- Blue2『Blue is near water~水辺に佇む青~』(2010年、中野ウェストエンドスタジオ)

出演 - 大内厚雄・岡内美喜子・畑中智行・小林千恵・左東広之
自身が体験した阪神・淡路大震災を元にしたシーンがある
- Blue3『Blue Sky Red Earth~空は青く 地は赤く~』(2011年、中野ザ・ポケット)

出演 - 大内厚雄・岡内美喜子・畑中智行・原田樹里
- Blue4『The Blue Rose』(2012年、日暮里d-倉庫)

出演 - 大内厚雄・原田樹里・畑中智行・林貴子・左東広之・岡内美喜子
- Blue5『Sky and Blue』～空と海の真ん中で～(2018年上演予定)

出演 - 大内厚雄・原田樹里・河内美里・畑中智行

### イベント
2012年4月7日・8日にスタジオニンバスにて、Blue1からBlue3までをプロジェクターでビデオ上映するイベントが行われた。トークゲストは近江谷太朗(8日のみ)・岡田達也(7日のみ)・岡内美喜子・畑中智行(7日のみ)・左東広之・原田樹里。

## 参考
1. ↑  “スーパーエキセントリックシアターによるプロフィール”.   SET公式サイト「週刊!!いんたねっとでSET」. 2012年11月10日閲覧。
2. ↑  “このブログ読んでくださっている方へ、お詫びと報告”.   あつをの一服日記. 2013年9月7日閲覧。
3. ↑  “キャスト”. 映画「シン・ゴジラ」公式サイト 2016年4月17日閲覧。
4. ↑  “浅草キッド”. あつをの一服. 2022年1月14日閲覧。
5. ↑  大内厚雄ブログ|2024.05.04 18:21 アンメット4話  5月6日月曜日  夜10時　カンテレ  「アンメット ある脳外科医の日記」  に、少しですが、出演させていただきます。
6. ↑  “40周年のキャラメルボックスが記念公演、成井豊「人が人を想う気持ちを客席で見届けて」”. ステージナタリー.   ナターシャ (2025年6月10日). 2025年6月10日閲覧。
7. ↑   大内厚雄『Blue is near water~水辺に佇む青~』株式会社ネビュラプロジェクト、2010年初版、72頁解説より引用
8. ↑  “[https://ameblo.jp/atsuwo-o/entry-11182697294.html 2012年
03月04日『ゲスト情報』]”.   あつをの一服日記. 2012年9月19日閲覧。